# NGC 2463
NGC 2463 je galaksija u zviježđu Risu.

## Vanjske poveznice
- SEDS: NGC 2463